# Philipp Lange
Ernst Philipp Karl Lange, född 21 december 1813, död 18 februari 1899, var en tysk författare.
Lange utgav 1853-80 under pseudonymen Philip Galen ett 10-tal romaner, av vilka ett par på sin tid även översattes till svenska. Romanerna är främst anlagda på spännande handling, men bärs även av en solid karaktärsteckning och målande tidsmiljö.